# Athyroglossa laevis
Athyroglossa laevis är en tvåvingeart som först beskrevs av Cresson 1918.  Athyroglossa laevis ingår i släktet Athyroglossa och familjen vattenflugor. Inga underarter finns listade i Catalogue of Life.